# Quantified self
Le quantified self, aussi appelé automesure connectée, quantification de soi, mesure de soi ou personal analytics, est une pratique née aux États-Unis qui regroupe les outils, les principes et les méthodes permettant à chacun de mesurer ses données personnelles, de les analyser et de les partager.
Les outils du quantified self peuvent être des objets connectés, des applications mobiles ou des applications Web.

## Nom et traduction
Le nom d'usage de cette pratique en anglais est quantified self (parfois simplement abrégé en QS), mot-à-mot le « soi quantifié »,, l'individu réalisant une évaluation quantitative systématique de son propre corps. En septembre 2014, aucune recommandation officielle n'ayant été émise, les pratiquants et médias francophones traduisent cette expression de manière diverse : « automesure » ou « auto-mesure » (traduction de self tracking, nom anglais alternatif à quantified self), « auto-quantification », « quantification de soi »,, « mesure de soi »,, « mise en chiffres de soi ».
En mars 2017, la Commission générale de terminologie et de néologie a proposé une recommandation de traduction : « automesure connectée », publiée au Journal officiel. Cette recommandation n'est obligatoire que pour les administrations et les établissements de l’État.

## Historique
Le mouvement a été lancé en 2007 en Californie par deux éditeurs du magazine Wired, Gary Wolf et Kevin Kelly, sous la forme de rencontres entre les utilisateurs et les fabricants des outils destinés au suivi de ses données personnelles. Alors que les rencontres se poursuivent dans la baie de San Francisco, des chapitres locaux ont été créés dans plus de 100 villes dans le monde. En 2010, Gary Wolf présenta le quantified self lors d'une conférence TED. En mai 2011, la première conférence internationale du quantified self eut lieu à Mountain View en Californie. 
En France, dès 2000, des équipes françaises ont créé le site Automesure pour exposer le thème des techniques d'automesure des paramètres de santé dans un but médicalisé, mais aussi le développer dans la pratique médicale courante et la recherche. En mars 2011, le chapitre parisien du mouvement quantified self est créé sous le nom de QSParis : il regroupe plus de 500 membres qui se réunissent plusieurs fois par an. En mars 2013, le mouvement quantified self en France s'organise autour de MyDataLabs, association centrée sur la donnée personnelle. En mai 2013, le site de presse en ligne 20minutes.fr lance Se Coacher, le premier magazine en ligne en français entièrement consacré au quantified self.
En juin 2014, l'assureur Axa Santé propose à 1 000 de ses assurés d'être équipés d'un tracker d'activité mesurant le nombre de pas effectués, le rythme cardiaque, le taux d'oxygène dans le sang et la qualité du sommeil.

## Méthodologie
La méthode traditionnelle de la quantification de soi est la capture, la visualisation et l'analyse croisée de données en vue d'établir des corrélations et d'en tirer des enseignements.
Anne-Sylvie Pharabod, chargée d’études au département SENSE des Orange Labs, s’est intéressée aux problématiques de la quantification de soi. Elle montre, dans son article] « Faire ses 10 000 pas, vraiment ? une enquête des pratiques de self-tracking ordinaires », que l’objectif des 10 000 pas par jour, (souvent attribué à Organisation mondiale de la santé) est paramétré par défaut dans les podomètres. Il sert plutôt d’appui cognitif, pour rendre interprétable l’activité physique quotidienne. De nombreux utilisateurs ne savent d’ailleurs pas que cet objectif est proposé par défaut, ni que le calcul de pas est personnalisable, ni-même sur quelles variables sont appuyées les mesures (sexe, poids, taille, âge etc). 
En outre, Anne-Sylvie Pharabod met en lumière des questions concernant la confiance aux chiffres des applications. Par exemple, l’auteure questionne la manière dont on passe d’informations de mouvements captés par un smartphone ou un bracelet à un nombre de pas précis ; mais encore, quelles sont les conventions adoptées entre applications ou de manière générale (si elles existent) ? Des questions qui demeurent sans réponse pour le grand public.

## Capteurs
- Moniteurs d'activité physique : bracelets, montres, podomètres[26], etc.  ;
- Enregistreurs de sommeil (Sleep tracking (en)) ;
- Balances connectées (Bluetooth) et impédancemètres portables ;
- Applications mobiles destinées à la santé, au bien être ou au sport[27](sous iOS, Android et Windows Phone).

Note: ces capteurs sont le plus souvent associés à une application mobile ou à une interface Web : ils sont rarement utilisables indépendamment.

## Smartphones
La plupart des smartphones permettent, grâce à des applications spécifiques, d'accéder aux données du quantified self.

## Lequantified selfet les données personnelles
En France, face au risque de réutilisation et de réinterprétation des données, la Commission nationale de l'informatique et des libertés (CNIL) a entrepris une démarche réflexive. Elle recommande aux utilisateurs d'outils de quantified self de ne pas utiliser leur réelle identité s'ils partagent leurs données, de ne pas automatiser ce partage vers d'autres services (réseaux sociaux, etc.), de ne publier les données qu'en direction de cercles de confiance et d'effacer ou de récupérer leurs données lorsqu'un service n'est plus utilisé,. S'il s'agit d'une prétendue utilisation médicale (un suivi de pathologie, par exemple), elle recommande de faire vérifier la fiabilité du dispositif par un professionnel de santé compétent.
En ce qui concerne l'assurance santé, le quantified self soulève de nombreuses interrogations. En effet, si les compagnies d'assurances maladie réfléchissent d'ores et déjà à accorder des allègements de cotisations aux personnes ayant une certaine hygiène de vie, mesurée en temps réel et portée à leur connaissance via les objets connectés, on peut également prévoir qu'à l'inverse, si cette pratique se généralisait, ceux qui ne respecteraient pas certaines recommandations d'hygiène de vie ou ne souhaiteraient tout simplement pas être « quantifiés » verraient peu à peu leurs primes augmenter. Ce serait donc la fin de l'assurance santé actuelle, basée en France sur le principe de la mutualisation.
Au-delà du problème de la marchandisation des données à des tiers (compagnies d’assurance, par exemple), une autre problématique quant à la protection des données peut être soulevée. En effet, le quantified self étant une offre numérique qui s’est développée rapidement, la question de la sécurité des données peut se poser, notamment pour les utilisateurs qui enregistrent des données personnelles et/ou de santé dans les applications de quantification de soi. 
En 2019, Celia Rosas, étudiante en droit à l'École de droit Hastings de l'université de Californie, a publié l’article « The future is FemTech : Privacy and Data Security Issues Surrounding Femtech Applications ». Dans cette publication, elle soulève les problématiques de sécurisation d’applications dites FemTech (female technology, soit « technologie féminine »), qui correspondent aux innovations technologiques destinées à la santé des femmes. 

Ces applications font partie intégrante du quantified self puisqu’elles apportent aux femmes des solutions concernant le fonctionnement de leur corps (suivi des menstruations et de symptômes liées à leurs douleurs ou au syndrome prémenstruel, de la grossesse, suivi du renforcement du plancher pelvien, etc.) grâce aux données chiffrées qu’elles enregistrent. 

Celia Rosas relate que ces applications peinent à sécuriser les données des utilisatrices étant donné les prix élevés des solutions de sécurisation (telles que le chiffrement) des données entrées par les utilisatrices et concernant leur intimité.